# 堆填
垃圾掩埋場（英語：landfill、 garbage dump 或 dumping ground）是用途為堆放垃圾的地點。掩埋是最古老和最常見的垃圾處理形式，但有系統性的進行分階段垃圾掩埋是在1940年代才開始。有些掩埋場則用於進行垃圾管理，例如臨時儲存、整合和轉移，或是進行垃圾分類、整理或是回收。人類過去單純只將垃圾聚集堆放或扔進坑裏，例如考古遺址中的貝塚。
垃圾掩埋需要占用大量土地，且製造許多環境問題。垃圾掩埋場可能會在地震時發生劇烈晃動或土壤液化。掩埋場一旦填滿，其上方可復原，之後作其他用途。復原可活化生態環境、降低原址對環境的負面影響，以及確定此地點適於將來的其他用途。

## 運作

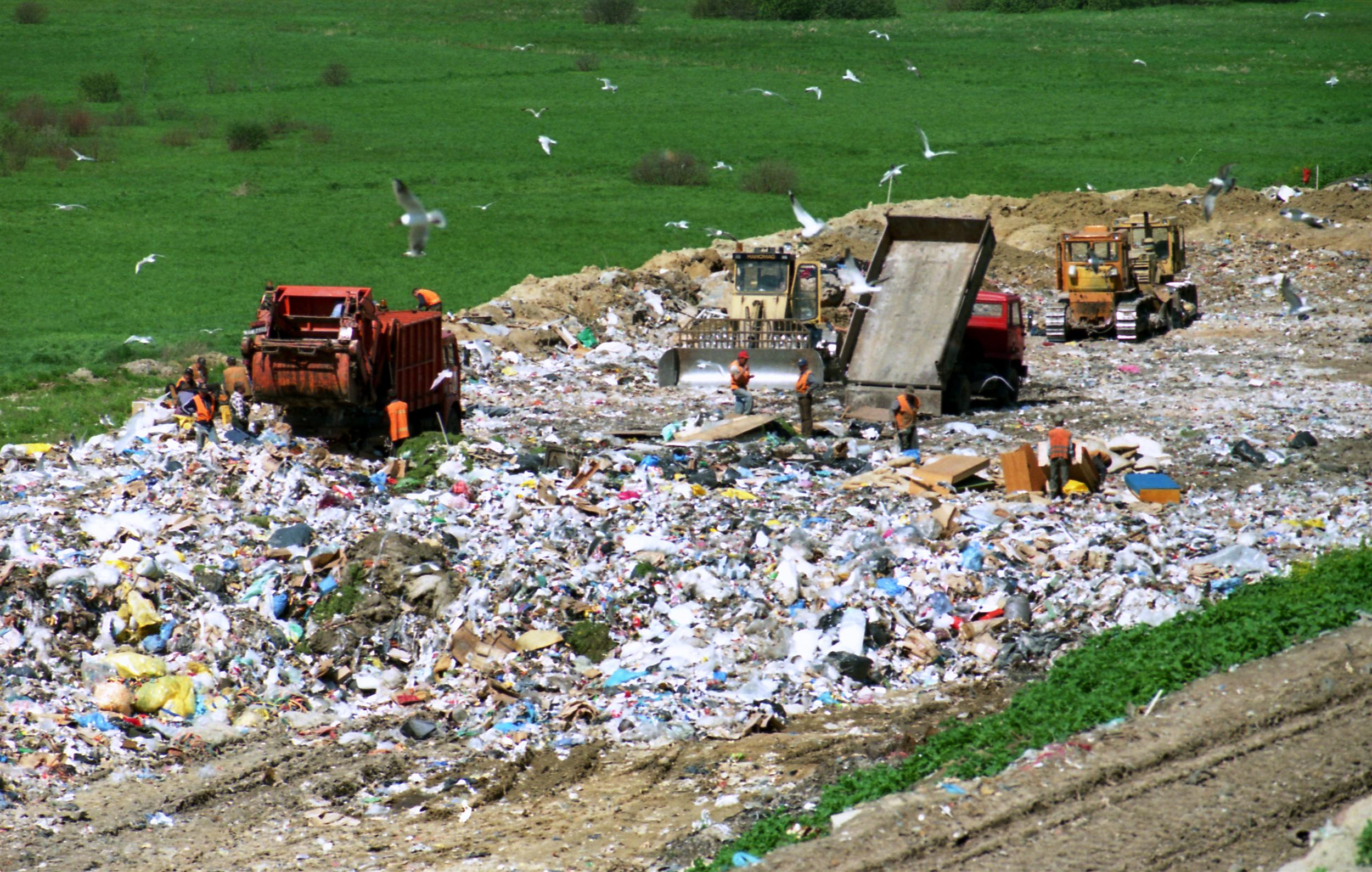
一處位於波蘭的垃圾掩埋場。

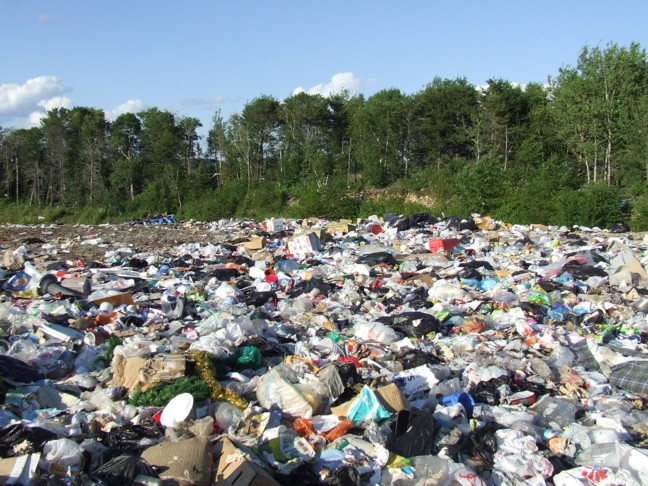
加拿大安大略省西北部德賴登市使用的數個垃圾掩埋場之一。

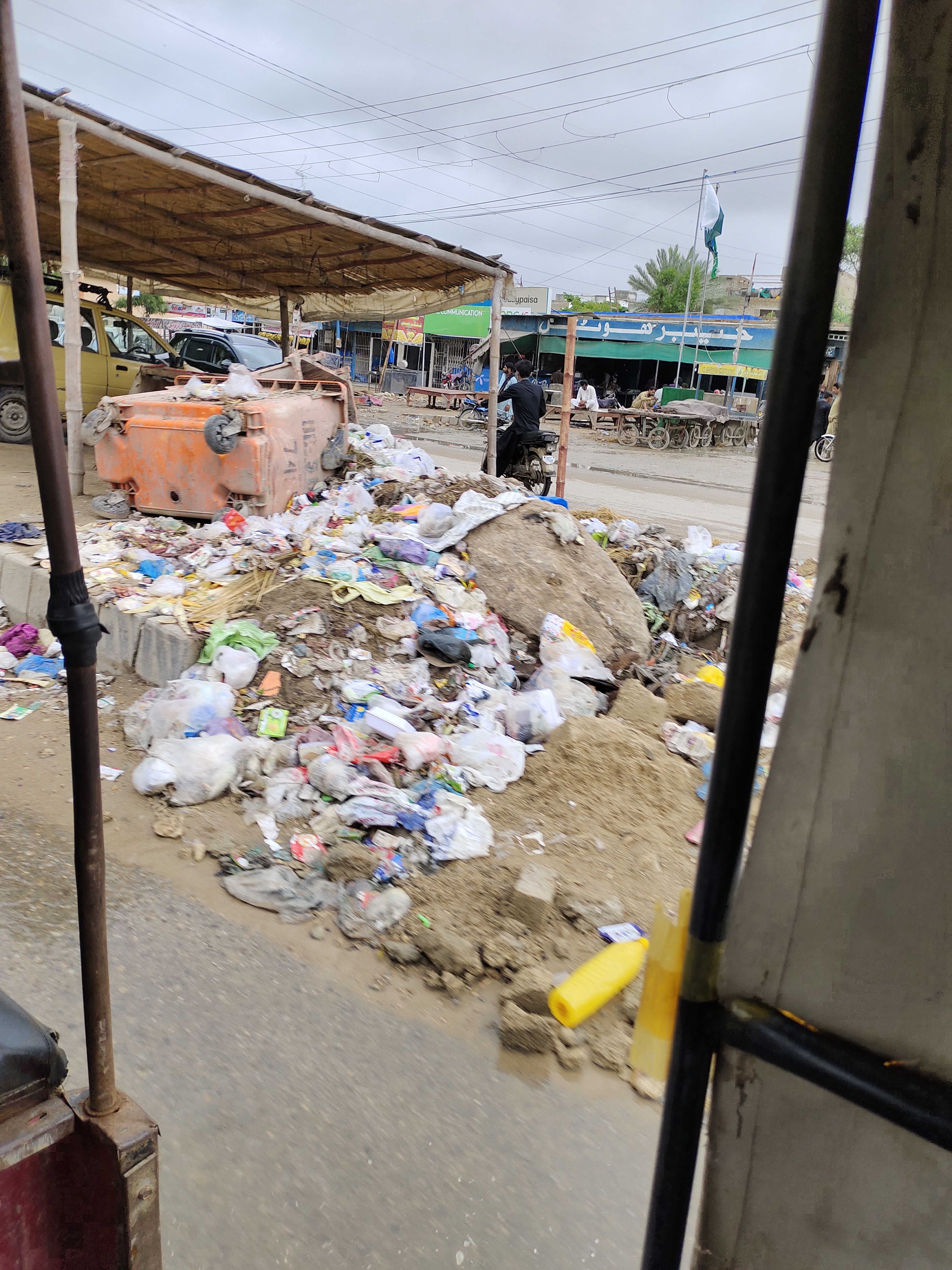
巴基斯坦城市喀拉蚩道路上堆積的垃圾。

妥善運作的無害垃圾掩埋場會依據下列的規範作業：
1. 盡量縮小堆放的區域
2. 把垃圾壓縮以減少體積[4]

管理者還會（通常每天）用土壤或其他材料（例如木屑和細沙）把垃圾覆蓋。
在掩埋場的運作流程：當垃圾車抵達時會使用地磅稱重，而工作人員會檢查車輛裝載內容是否符合可接受的標準。之後，垃圾車駛往傾卸點（或稱工作點）卸載，接著由壓實機（或推土機）把工作點上的垃圾攤開和壓實。垃圾車在離開掩埋場之前通常會經清潔設施把車輪清洗。如有需要，可對空車再做一次地磅稱重。稱重記錄存入數據庫作記錄。除卡車外，有些垃圾掩場可能有處理鐵路貨櫃的設備。“鐵路運輸”讓垃圾掩埋場可設於更偏遠的地點，避免許多經由垃圾車產生的相關問題（譬如說破壞路面及沿路產生污染）。
掩埋場通常每天會在工作點用土壤或替代材料（包括碎木或其他“綠色垃圾”、幾種噴塗式泡沫物、化學“固定”生物固體和臨時覆蓋毯）把攤開及壓實的垃圾覆蓋。臨時覆蓋毯會在在第二天掀起，待當日垃圾傾倒及處理後，再度覆蓋。每天被壓實的垃圾和覆蓋材料佔據的所在稱為日常單位（daily cell）。垃圾壓實過程對於延長掩埋場的使用壽命很重要。垃圾本身的壓縮性、垃圾層厚度和壓實機在垃圾上運作的次數等因素會影響到垃圾的密度。

## 掩場內垃圾生命週期
英文landfill（垃圾掩埋場）這一詞通常是municipal landfill（市立垃圾掩埋場）或sanitary landfill（垃圾衛生掩埋場）的簡寫。這類設施於20世紀初首次引入，但在1960年代和1970年代才廣泛使用，設置目的在消除露天垃圾場和其他“不衛生”的垃圾處置做法。衛生掩埋場是種把垃圾分離和管制的工程操作場所。這類掩埋場有生物反應的作用（參閱生物反應器），其中的微生物會隨時間演進而把複雜的有機垃圾分解成較簡單、毒性更小的化合物。這些反應必須依照監管標準和指南進行設計和操作（參見環境工程）。
掩埋場分解垃圾的第一階段通常是採用好氧分解。接下來有5個厭氧降解的階段。呈固相的有機材料由較大分子降解為較小分子時，其過程通常會很迅速。之後，較小的有機分子開始溶解並移為液相，接著發生水解，水解後的化合物發生轉化並揮發成二氧化碳(CO2和甲烷 (CH4)，所餘的仍以固相和液相形式存在。
在早期階段，因為垃圾中可生物降解的有機物體積迅速減少，幾乎少有有材料會進入滲濾液。同時，滲濾液的化學需氧量會隨著更頑固化合物的濃度（與反應化合物相比）增加而增加。能否成功轉化和穩定取決於微生物種群的共生功能（即不同種群相間互作用以提供彼此的營養所需）。：
以下為掩埋廠內垃圾的5階段生命週期：

### 初步調整（階段一）
當垃圾被傾倒入掩埋場時，其空隙間含有大量的分子氧 (O2)。隨著垃圾數量的增加和壓實，垃圾生物反應器內的O2含量逐漸降低。微生物種群開始增長，密度增加。好氧生物降解成主流，主要電子受體是O2。

### 轉變 (階段二)
O2被已有的微生物種群迅速降解，而導致垃圾中的需氧條件減少和厭氧條件增長。轉變階段的主要電子受體是硝酸鹽和硫酸鹽（由於O2會迅速被流出氣體中的二氧化碳取代）。

### 酸形成（階段三）
在酸形成階段，固體垃圾中的可生物降解成分開始水解，導致滲濾液中短鏈脂肪酸 (VFA) 快速積累，這種有機酸的增加讓滲濾液的pH值從約7.5降低到5.6。在此階段，分解中間化合物（如VFA）會產生大量化學需氧量 (COD)。長鏈脂肪酸 (VOA) 轉化為乙酸 (C2H4O2)、二氧化碳和氫氣 (H2)。高濃度的VFA會增加生化需氧量 (BOD) 和VOA濃度，而啟動發酵細菌產生氫氣，繼而刺激氫氣氧化細菌的生長。 氫氣生成階段時間相對較短，它在酸形成階段結束時就完成。厭氧消化細菌在生物質中增加後，會增加垃圾降解和消耗養分的數量。金屬通常在較低的pH值下更易溶於水，而在此階段變得更具流動性，導致滲濾液中的金屬濃度增加。

### 甲烷生成（階段四）
甲烷菌將酸形成階段的中間產物（例如乙酸、丙酸和丁酸）轉化為甲烷和二氧化碳。VFA被甲烷菌代謝，掩埋場中水的pH值恢復成中性。滲濾液的有機強度（以需氧量表示）隨著甲烷和二氧化碳產量的增加而快速下降。此階段是歷時最長的分解階段。

### 最終成熟與穩定（階段五）
在垃圾分解的最後階段，因為營養物質的供應減少（例如生物可利用的磷變得越來越稀缺）而將化學反應限制，微生物活動速度因而減緩。甲烷的產生幾乎完全停止，O2從對流層向下滲透，O2和氧化物質逐漸重新出現在空隙中,會把滲濾液中的氧化還原反應 (ORP) 轉化為氧化過程。殘留的有機物質逐漸轉化為氣相，有機物質變成堆肥（即有機物轉化為類腐殖質化合物）。

## 社會和環境影響

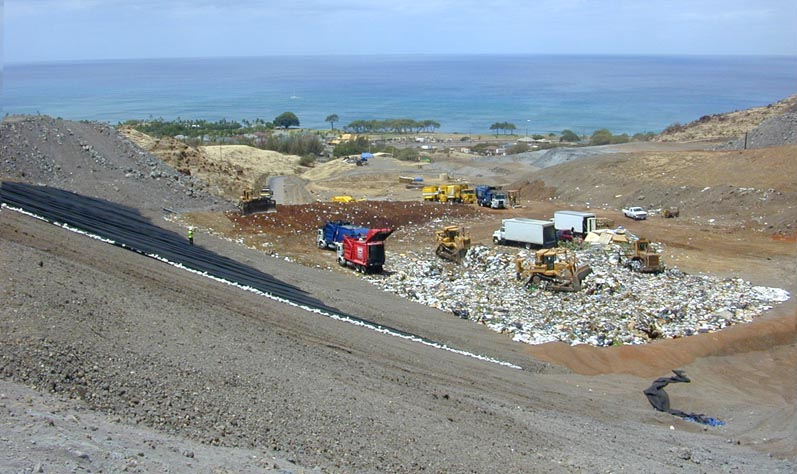
在夏威夷的一處垃圾掩埋場，其中有個單一且明顯的堆放垃圾單位，單位左邊有片垃圾掩埋隔層，可防止垃圾產生的滲濾液進入地下水層。

垃圾掩埋場有可能產生許多問題 - 例如由於重型垃圾車損壞道路而妨礙交通。當車輛離開掩埋場時，如果車輪未妥善清洗，會對當地道路和水道產生污染。掩埋場產生的沼氣也有污染附近社區的可能，或是因為鼠蠅滋生而傳染疾病給附近社區的居民。也可能因滲濾液洩漏而發生對當地環境（例如對地表水體、地下水或含水層，或是土壤）的污染。

### 滲濾液
當降水落在露天掩埋場時，會滲入垃圾，連同懸浮和溶解的物質，形成滲濾液。如果不對滲濾液加以控制，會有污染地下水的機會。現代掩埋場通常都會透過鋪設幾米厚的不透水襯墊層、選擇地質穩定處和收集系統的組合來容納和收集這種滲濾液，然後對其進行處理和使用蒸發方式解決。一旦掩埋場填滿，就會將其封閉，以防止降水進入和形成新的滲濾液。但是不透水襯墊層有其使用壽命。最終，任何垃圾填埋場襯裡都可能發生洩漏，只是新的掩埋場的建立標準較舊的洩漏程度會輕微很多。

### 分解而生的氣體
腐敗的食物和其他的腐敗有機垃圾會產生掩埋場沼氣，特別是由好氧和厭氧分解出的二氧化碳和甲烷。這兩個過程同時在掩埋場不同區域發生。除既有的O2之外，其他氣體成分的比例也會有所不同，取決於掩埋場的年齡、垃圾類型、所含水分和其他因素。例如，可用簡化的乙二酸二甲酯淨反應來解釋這些同時發生的反應：
4 C6H10O4 + 6 H2O → 13 CH4 + 11 CO2
平均而言，此類氣體的體積濃度中，甲烷大約佔一半，二氧化碳佔比低於一半，另還含有約5%的分子氮(N2)、不到1%的硫化氫 (H2S) 和低濃度的非甲烷有機化合物 (NMOC），約為2,700ppmv（百萬分之2700）)。

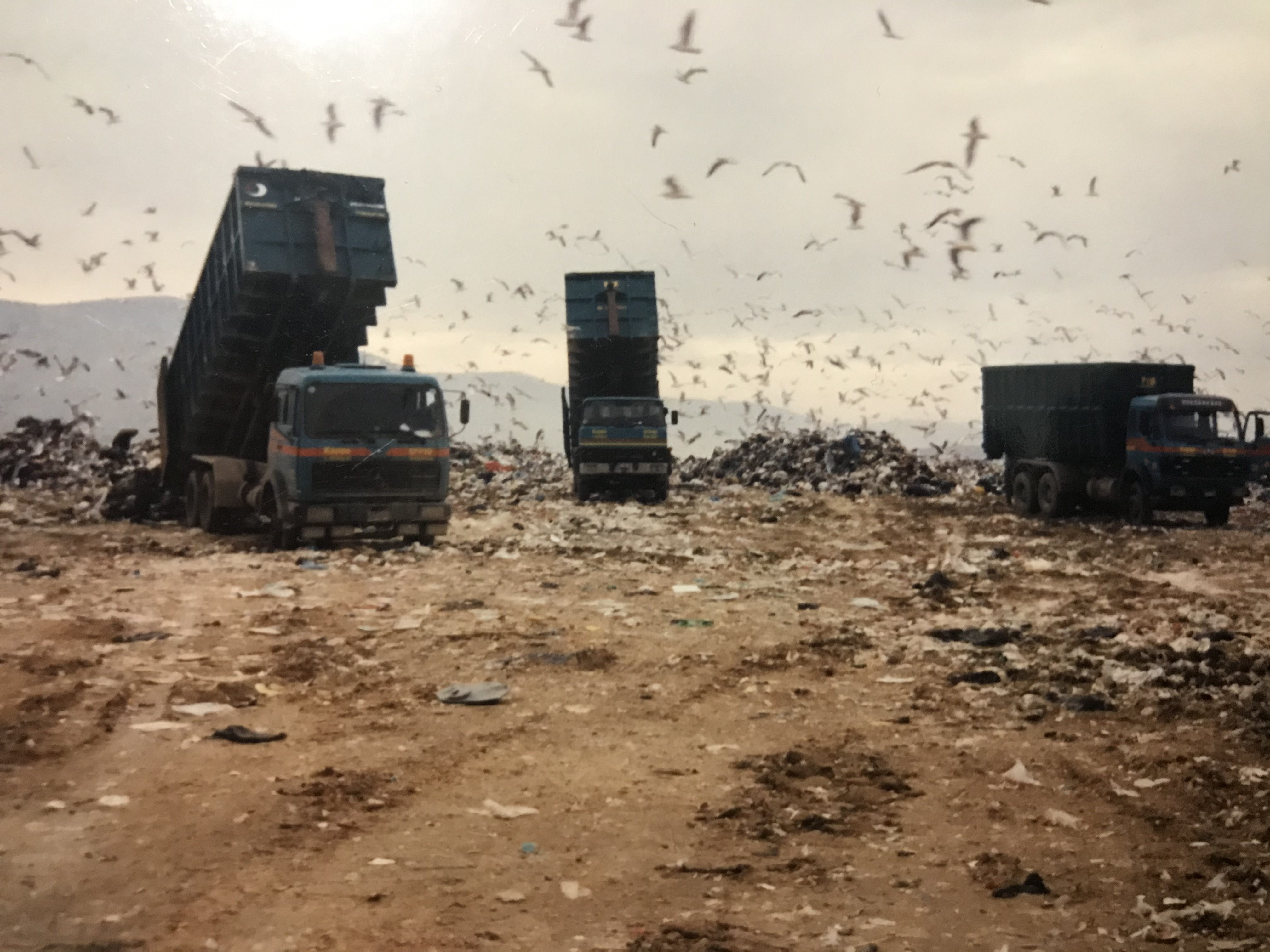
位於希臘雅典的一處垃圾掩埋場。

掩埋場沼氣會從掩埋場滲出，並進入周圍的空氣和土壤。甲烷是種溫室氣體，在一定濃度下易燃且會爆炸，因此很適於燃燒以發電（是種清潔能源）。由於分解植物和廢棄食物而釋放的碳是原植物生長時，透過光合作用從大氣中捕獲而來的碳，因此不會有新的碳進入碳循環，大氣中的二氧化碳濃度不會受到影響。二氧化碳將大氣中的熱量留住，導致全球變暖。經妥善管理的掩埋場，氣體被收集後經燃除處理，或再利用來發電、供熱或是當作燃料。

### 病媒
管理不善的掩埋場會因為滋生鼠蠅等可傳播疾病的媒介，危害附近的居民。這情況可利用日常覆蓋物以減少問題發生。

### 其他滋擾

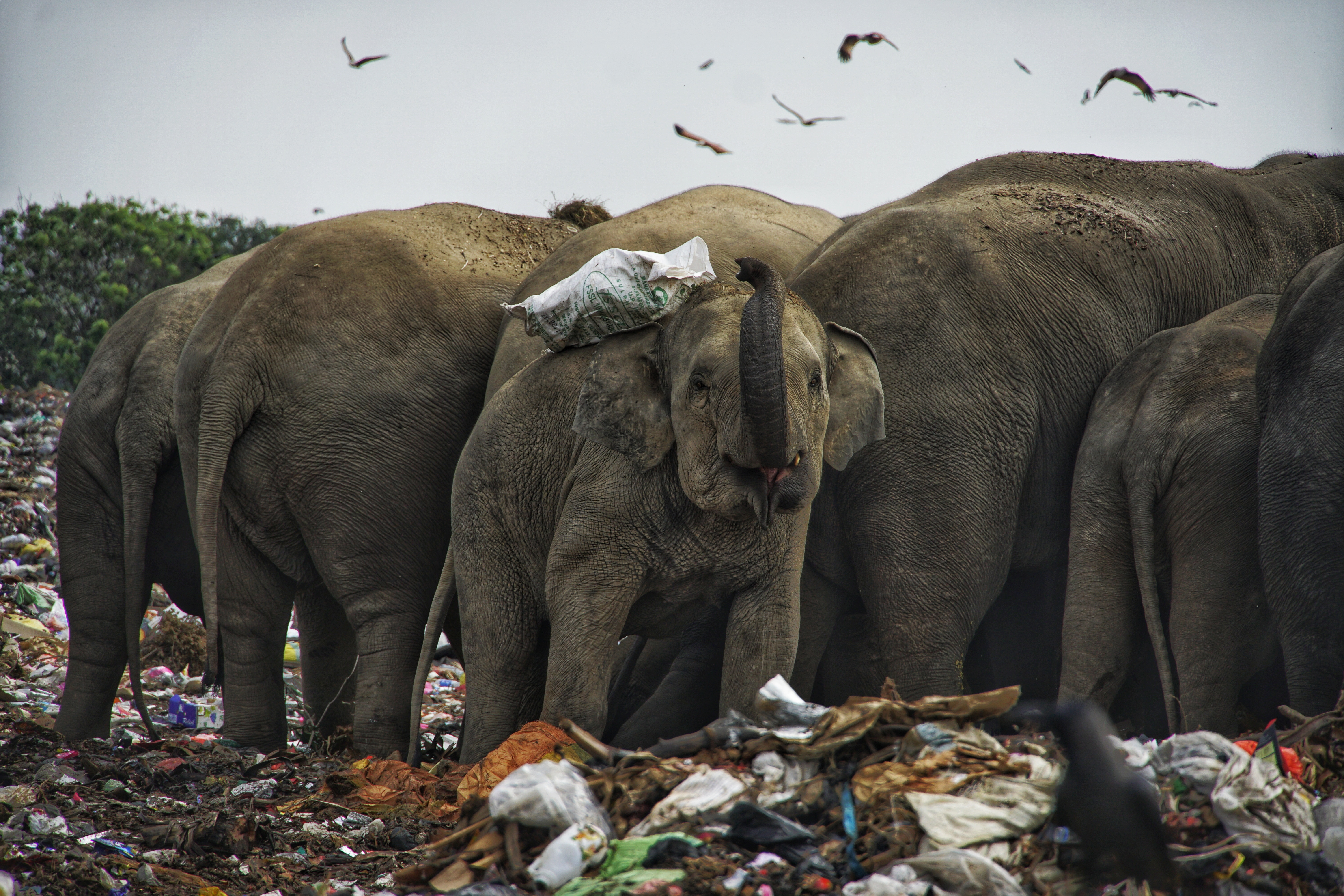
一群在斯里蘭卡垃圾堆中覓食的大象。

其他問題包括野生動物棲息地受到破壞以及野生動物食用垃圾而產生健康問題，還有灰塵、氣味、噪音污染以及鄰近地區的房地產價值下降等問題。

## 掩埋場沼氣
掩埋場中垃圾經微生物的厭氧消化會產生氣體。在妥善管理的掩埋場，此類氣體會被收集和使用，包括單純的燃除，及其他利用。在掩埋場設置氣體監測可提醒工作人員，避免氣體濃度累積到有害的程度。有些國家在掩埋場廣設氣體回收系統；例如美國有超過850個掩埋場安裝有主動運作的氣體回收系統。

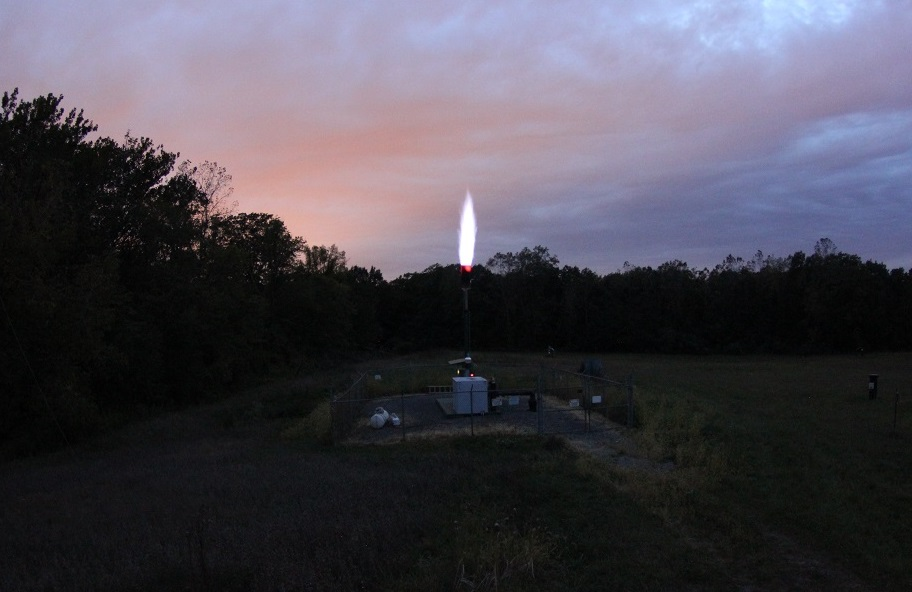
垃圾掩埋場內的燃除作業（位於美國俄亥俄州東北部的克萊縣）。

## 區域做法

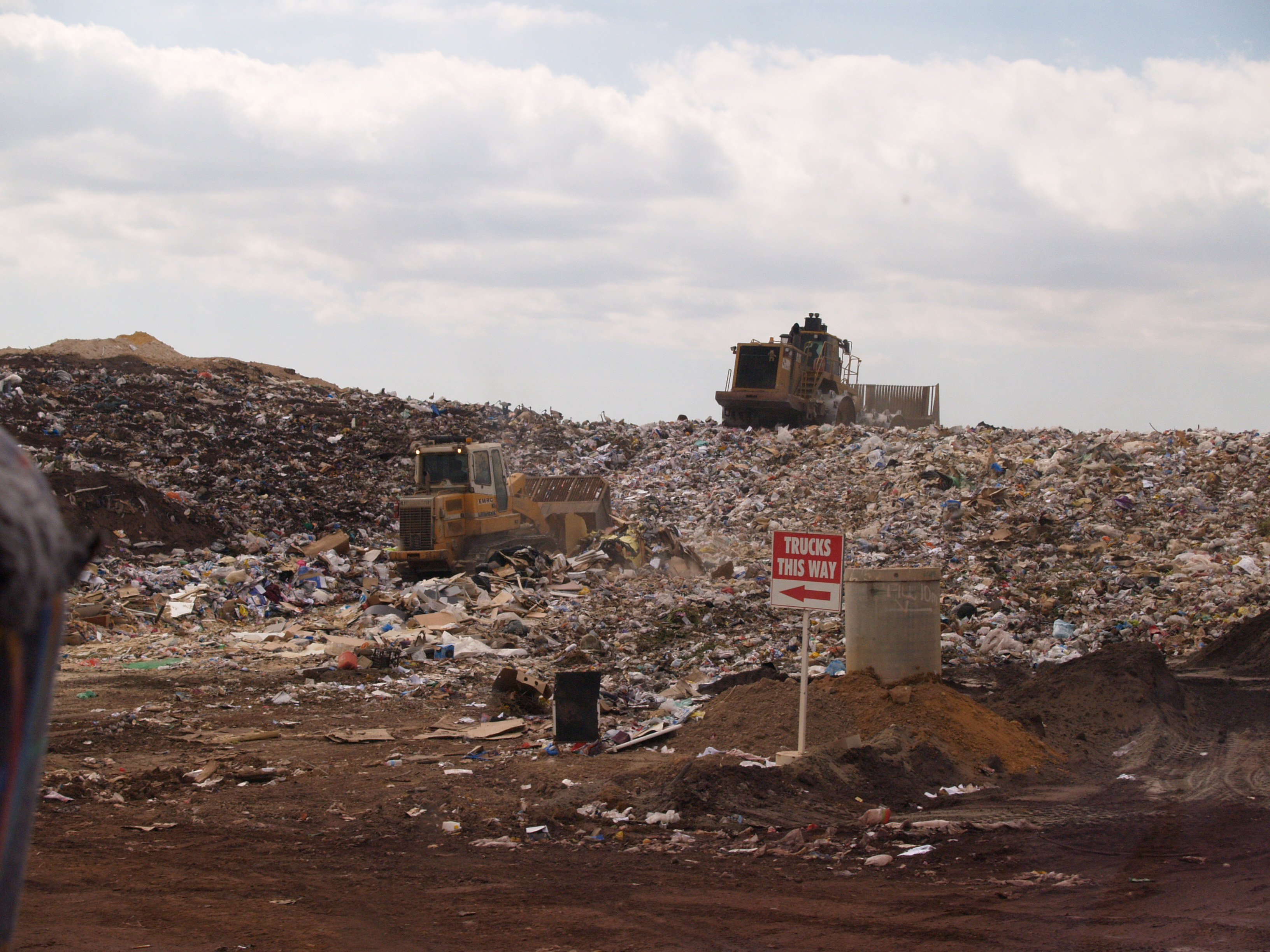
位於澳大利亞西澳大利亞州首府伯斯的一處垃圾掩埋場。

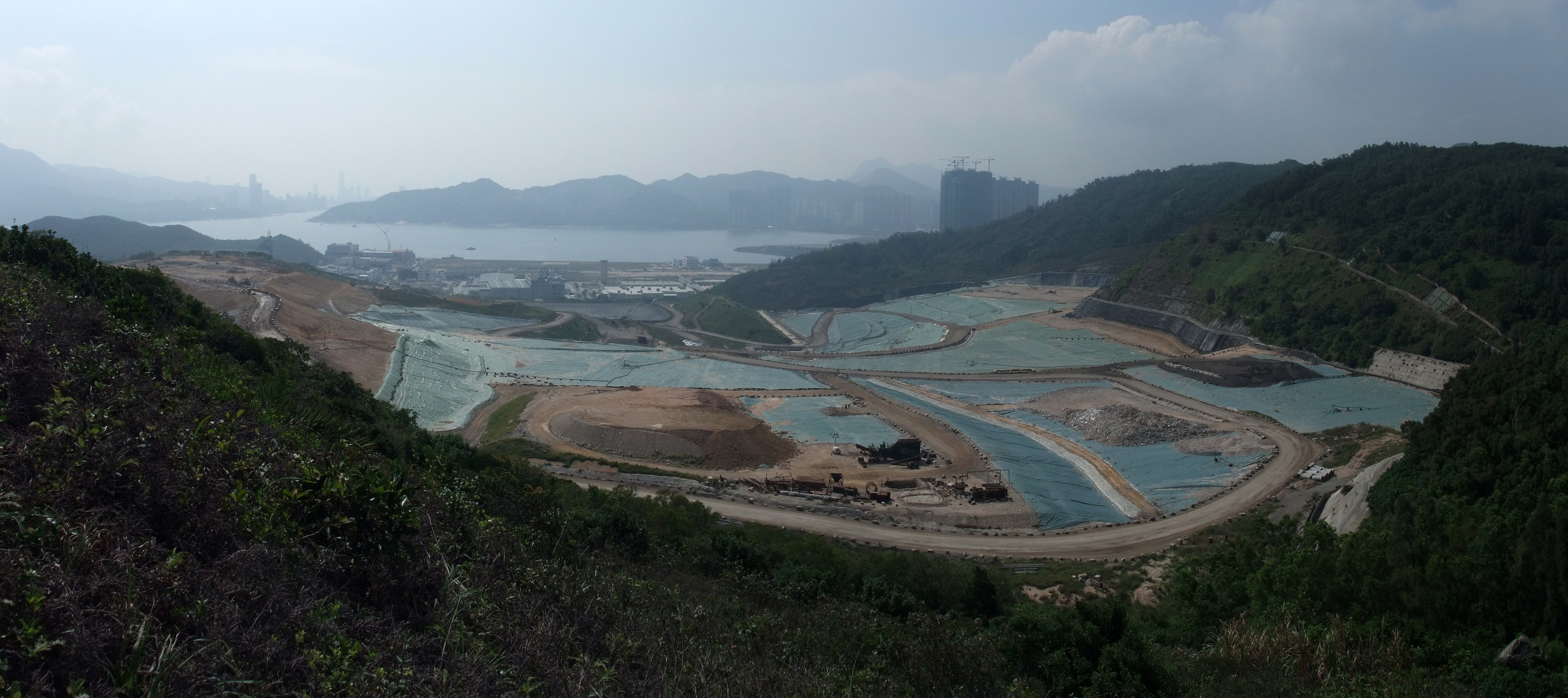
位於香港的新界東南堆填區。

### 加拿大
加拿大的掩埋場受省級環境機構和環境保護立法的監管。較舊的設施往往不符合現行標準，因而設有滲濾液浸出監測。一些從前的掩埋場已被改造成公園。

### 歐洲聯盟
歐盟中各國必須立法，以遵守歐洲垃圾掩埋指令的要求和義務。
大多數歐盟成員國都立法禁止或嚴格限制利用掩埋場處理生活垃圾。

### 印度
印度處理城市垃圾的主要方式就是送往掩埋場處置。位於孟買郊區的迪奧納擁有亞洲規模第一的垃圾傾倒場。但由於送入此地垃圾的驚人增長速度和管理不善，問題層出不窮。在過去的幾年裡，印度垃圾掩埋場經常發生垃圾表面及內部燃燒的災害。 

### 英國
英國為應對歐洲垃圾掩埋指令的要求，在近年已進行改變。英國現在對送入垃圾掩埋場的可生物降解垃圾會徵收垃圾掩埋稅。除此之外，還為英格蘭地方當局建立垃圾掩埋配額交易計劃，所產生的配額可用於買賣，但此配額交易計畫已於2013年3月31日終止。威爾斯、蘇格蘭及北愛爾蘭有不同的系統，地方當局不能用配額作“交易”，但有稱為垃圾填埋津貼計劃（Landfill Allowance Scheme）的做法，此津貼計畫迄2014年9月仍在實施中。

### 美國
美國垃圾掩埋場由各州的環境機構監管，並制定最低準則；但均不得低於美國環境保護局 (EPA) 所制定的標準。
從申請到取得掩埋場許可通常需時5到7年，耗資數百萬美元，並且需經嚴格的選址、工程和環境研究及撰寫報告，以確保能符合當地環境和安全的要求。 

## 類型
- 城市固體垃圾掩埋場：容納生活垃圾和無害廢棄物。這類型的掩埋場中包括有專門降解有機材料的生物反應垃圾掩埋場（英语：Bioreactor landfill）。
- 工業廢棄物掩埋場：容納商業和工業產生的廢棄物。其他相關掩埋場有拆建廢棄物掩埋場和煤渣掩埋場。
- 有害垃圾掩埋場[25]（如含多氯聯苯（PCB）廢棄物）：[26]美國的多氯聯苯廢棄物掩埋場受1976年有毒物質管制法案（英语：Toxic Substances Control Act of 1976）(TSCA) 監控。

## 微生物
掩埋場內微生物群落的狀況可決定其消化效率。 
在掩埋場中曾發現有可消化塑料的細菌。

## 回收材料
人們可把掩埋場視為一種資源豐富（包含材料及能源），值得開採的所在。開發中國家的拾荒者經常來此尋找仍可使用的材料。也有公司開始在掩埋場採收材料和能源。例如一般所知的沼氣回收設備。其他商業設備包括具有材料回收功能的垃圾焚化爐。回收係經過濾的方式（電過濾、活性炭過濾和鉀過濾、噴水過濾、氯化氫過濾器、二氧化硫過濾器、底灰柵等）以回收不同的材料。

## 替代做法
除垃圾減量和回收的做法外，另有其他替代掩埋場的方案，例如廢棄物轉製能源（經過焚燒）、厭氧消化、堆肥、機械化生物處理、熱裂解和電漿弧氣化。根據當地經濟和激勵措施，這些有可能比掩埋的方式更具經濟吸引力。

## 限制
大多數歐盟成員國都根據歐洲垃圾掩埋指令，立法禁止或嚴格限制利用掩埋場處理生活垃圾。 指令條文包括只有經過處理過的垃圾才能送往掩埋場，到2035年只有10%城市垃圾能被送往掩埋場，歐盟在2018年有24%的城市垃圾被送往掩埋場處置。

## 進一步閱讀
- .   [2015-02-21]. （原始内容存档于2015-02-22）.
- (PDF).   [2005-08-29]. （原始内容 (PDF)存档于2010-07-05）.
- .   [2005-08-29]. （原始内容存档于2005-10-30）.
- H. Lanier Hickman Jr. and Richard W. Eldredge. . A Brief History of Solid Waste Management in the US During the Last 50 Years.   [2005-08-29]. （原始内容存档于2005-11-23）.
- Daniel A. Vallero, Environmental Biotechnology: A Biosystems Approach. 2nd Edition. Academic Press, Amsterdam, Netherlands and Boston MA, Print Book ISBN 9780124077768; eBook ISBN 9780124078970. 2015.

## 外部連結
- US National Waste & Recycling Association （页面存档备份，存于）
- Solid Waste Association of North America （页面存档备份，存于）
- A Compact Guide to Landfill Operation: Machinery, Management and Misconceptions （页面存档备份，存于）